# جيمس سيليت
جيمس سيليت، (16 مايو 1764 — 6 مايو 1840)، فنان إنجليزي رسم الطبيعة الصامتة والمناظر الطبيعية. أظهر نفسه كواحد من أكثر فناني مدرسة الرسامين تنوعًا في نورويتش، على الرغم من أن أغلب أعماله كانت حول الطبيعة الصامتة، إلا أنه كان أيضًا أستاذًا في الرسم ورسامًا في المنمنمات. مُدحت وقُدّرت رسومه التوضيحية للوحات النباتية لدقتها واهتمامها بالتفاصيل. تعتبر هذه اللوحات، بالإضافة إلى لوحات الطبيعة الصامتة من أفضل أعماله، حيث صنفه بعض الخبراء بمستوى الفنان ويليام جاكسون هوكر، الذي كانت رسومه التوضيحية دقيقة وساحرة. استُخدمت رسومه الدقيقة للنباتات في الرسوم التوضيحية للكتب. تتميز لوحاته بأسلوب أكاديمي، متأثرًا بأساتذة القرن الثامن عشر بطريقة تميزه عن معاصريه في نورويتش. عرض في الأكاديمية الملكية بين 1796 و1837.
وُلد سيليت وتلقى تعليمه في نورويتش، حيث أمضى معظم حياته المهنية، وعمل في البداية كمتدرب في رسام شعارات نورويتش قبل أن ينتقل إلى لندن، حيث كان يعمل كناسخ من قبل جمعية البولي غرافيك. جنبًا إلى جنب مع الفنان وليام كابون، رسم مناظر طبيعية في دروري لين وكوفنت غاردن. ادعى أنه درس في الأكاديمية الملكية من 1787 إلى 1790، لكن الأدلة على ذلك غير متوفرة.
في عام 1801 تزوج من آن بانيارد من إيست درهام. في عام 1804 عادوا من لندن إلى نورفولك للعيش في كينغز لين، حيث أنتج سيليت رسومًا توضيحية لتاريخ لين ريتشاردز. في عام 1811 استقر مع عائلته في نورويتش. هناك، انتُخب كعضو في جمعية نورويتش للفنانين، وأصبح نائب رئيسها في عام 1814 ثم رئيسًا لها في العام التالي. قام بنشر كتاب قواعد الرسم بالزهور، وآراء الكنائس والمصليات وغيرها من الصروح العامة في مدينة نورويتش: تعتبر رسوماته الطبوغرافية بمثابة سجل دقيق وقيِّم لكثير من الهندسة المعمارية المفقودة في المدينة في القرن التاسع عشر. توفي عام 1840 ودفن في مقبرة المدينة. كما قامت ابنته إيما سيليت، برسم الزهور وقيل إنها كانت أكبر منافس لوالدها.

## الخلفية
كانت مدرسة نورويتش للرسامين، والتي تضمنت سيليت، مجموعة مرتبطة بالموقع الجغرافي، وتصوير نورويتش وريف نورفولك، والعلاقات الشخصية والمهنية الوثيقة. من أهم فناني المدرسة: جون كروم وجوزيف ستانارد وجورج فنسنت وروبرت لادبروك وجيمس ستارك وجون ثيرتل وجون سيل كوتمان. نورويتش، المدينة الإنجليزية الأولى خارج لندن حيث نشأت مثل هذه المدرسة، كان فيها فنانون محليون أكثر من أي مكان آخر خارج العاصمة.
نشأت جمعية نورويتش للفنانين، التي ينتمي إليها العديد من أعضاء مدرسة نورويتش، بسبب الحاجة إلى مجموعة من الفنانين في نورفولك لتعليم بعضهم البعض بالإضافة إلى تعليم تلاميذهم. تأسست عام 1803، كانت أهدافها المعلنة هي إجراء تحقيق في صعود وتقدم وحالة الرسم وعلم الآثار والنحت بهدف توضيح أفضل طرق الدراسة لتحقيق الكمال الأكبر في هذه الفنون. أقامت معارض منتظمة في محكمة السير بنيامين ورينشيز وأماكن أخرى، وكان لها قوانين منظمة، حيث عرضت الأعمال سنويًا حتى عام 1825 ومرة أخرى من عام 1828 حتى جرى حلّها في عام 1833.
كان كروم وكوتمان أبرز وأفضل الفنانين في مدرسة نورويتش. انخفض الاهتمام باللوحات خلال الثلاثينيات من القرن التاسع عشر، لكن شهرة المدرسة ارتفعت بعد معرض الشتاء للأكاديمية الملكية عام 1878. ومع ذلك، بحلول نهاية القرن، اعتبر الكثيرون أن أعمالهم تنتمي إلى عصر مضى.

## النشأة
وُلد جيمس سيليت في نورويتش وتعمّد في 16 مايو 1764 في كنيسة سانت مارتن في أوك. جيمس هو ابن جيمس سيليت، الذي ولد عام 1733 في قرية بالقرب من بلدة سوفولك الصغيرة آي، وزوجته ماري دوبسون التي من المحتمل أن تكون من قرية بولهام الجنوبية في نورفولك ماري. تزوج جيمس وماري سيليت في 16 يناير 1759 في كنيسة القديس أوغسطين، نورويتش. من بين أطفالهم الآخرين جيمس (مواليد 1760)، جون (مواليد 1766) وروبرت (مواليد 1769).
لا شيء معروف عن تعليم جيمس أو طفولته المبكرة من قبل كتاب السيرة الذاتية لمدرسة نورويتش للرسامين، بعد الانتهاء من تعليمه، عمل سيليت في المدينة كمتدرب لرسم الشعارات، وهكذا بدأت مسيرته الفنية بطريقة مشابهة لتلك التي عاشها معاصروه كروم وجون نينهام. تحرر من تدريبه المهني، وانتقل إلى لندن. كان يعمل كناسخ من قبل جمعية البولي غرافيك، التي أسسها جوزيف بوث عام 1784 والتي أقامت معارض سنوية للوحات التي أعادت إنتاجها. أُجبر سيليت على البحث عن عمل في مكان آخر بعد اندلاع حريق في المبنى عام 1793.
ادعى سيليت في نورويتش ميركوري أنه درس في مدارس الأكاديمية الملكية من 1787 إلى 1790، ولكن لا يوجد دليل على صحة ذلك، حيث لم يُضمّن اسمه في أي من قوائم الأكاديمية المنشورة للوافدين.

## مسيرته الفنية
منذ بداية مسيرته الفنية، أظهر جيمس سيليت نفسه كواحد من أكثر الفنانين تنوعًا في مدرسة نورويتش للرسامين. كان يصور المناظر الطبيعية، لكنه يميل إلى أسلوب أكثر أكاديمية لرسم المناظر الطبيعية، مما يميزه عن معاصريه. أصبح رسامًا مصغرًا جيدًا، على الرغم من أنه رسم الفواكه والزهور بمهارة كبيرة، وغالبًا ما كان يوضح النباتات مع اقتراح وجود ظل، لإضفاء مظهر ثلاثي الأبعاد.
من بين إجمالي 342 عملًا عرضه خلال مسيرته المهنية، هناك ستة عشر عملًا فقط لم تكن حول النباتات أو الحيوانات. لقد كرم تقاليد الرسامين واللوحات في القرن الثامن عشر، والتي أثرت على أعماله الخاصة: اللوحات التي عرضها في ساميرسيت هاوس تُظهر بوضوح أنه في وقت من الأوقات درس الرسام الهولندي جان فان أوس. أُنتجَت لوحاته الطبيعية على لوح خشبي أو قماش، وفي بعض الأحيان كانت محفورة.
عرض سيليت في الأكاديمية الملكية لأكثر من أربعين عامًا، بين 1796 و1837. أثناء وجوده في لندن، يُعتقد أنه شارك في رسم المناظر الطبيعية في دروري لين والأوبرا الإيطالية الملكية في كوفنت غاردن، جنبًا إلى جنب مع فنان نورويتش ويليام كابون. في عام 1796، كان عنوانه 12، مانسفيلد بليس، سانت جورج فيلدز، لندن: بحلول عام 1798 كان قد انتقل إلى 16 شارع تشارلز، كوفنت غاردن.
قام سيليت في معظم حياته العملية بتدريس الرسم والإعلان في الصحافة المحلية كفنان ومعلم. في عام 1804 انتقل إلى كينغ لين ليكون أقرب إلى أقارب زوجته، حيث أعلن عن كونه أستاذ رسم. قام بتدريس الرسم من منزله في شارع نورفولك لكنه حافظ على إنتاجه الفني، حيث عرض نحو 200 عمل في مقهى السيد لوكيت في كينغز لين ماركت بليس في يناير 1808. أنتج رسومًا إيضاحية للمجلد الثاني من كتاب ويليام ريتشاردز تاريخ لين، الذي نُشر عام 1812.